# Wai Sano
Wai Sano (Indonesisch: Gunung Wai Sano) is een caldera op het Indonesische eiland Flores in de provincie Oost-Nusa Tenggara.